# 列克星頓 (伊利諾伊州)
列克星頓（英語：Lexington）是位於美國伊利諾伊州麥克萊恩縣的一個村落。

## 人口
根據2010年美國人口普查的數據，列克星頓的面積為5.30平方千米，當中陸地面積為5.30平方千米，而水域面積為0.00平方千米。當地共有人口2090人，而人口密度為每平方千米394人。